# Naches (rivière)
Pour les articles homonymes, voir Naches.
La Naches (anglais : Naches River) est un cours d'eau de 121 kilomètres dans l'État de Washington aux États-Unis. Il se jette dans la Yakima, un affluent du fleuve Columbia.